# Eleutherodactylus weinlandi
Eleutherodactylus weinlandi är en groddjursart som beskrevs av Barbour 1914. Eleutherodactylus weinlandi ingår i släktet Eleutherodactylus och familjen Eleutherodactylidae. IUCN kategoriserar arten globalt som livskraftig. Inga underarter finns listade i Catalogue of Life.